# اللغة الفاروية

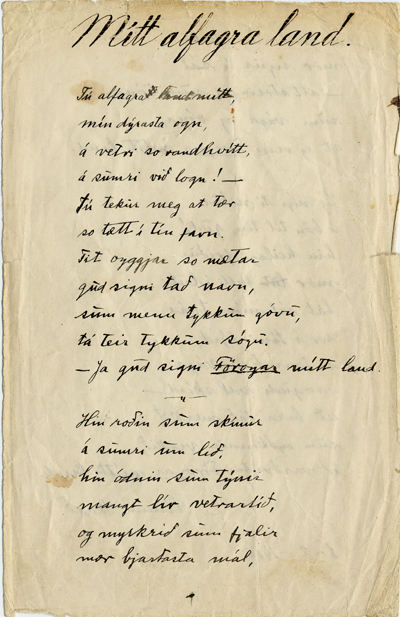
كتابة باللغة الفاروية

اللغة الفاروية (الاسم الذاتي: føroyskt) هي لغة مستخدمة في جزر فارو. وهي لغة جرمانية شمالية، وإسكندنافية. عدد متحدثيها 48 ألف نسمة في جزر فارو، بالإضافة إلى الفارويين في الدانمارك وعددهم 12 ألف نسمة. وهي واحدة من ثلاث لغات شمالية جرمانية (إسكندنافية) تنحدر من اللغة النوردية القديمة المستخدمة في إسكندنافيا في زمن الفايكينج، إلى جانب اللغة الآيسلندية ولغة نورن (المنقرضة) اللتين تعتبران واضحتين بالنسبة لمتحدثي اللغة الفاروية.

## التاريخ

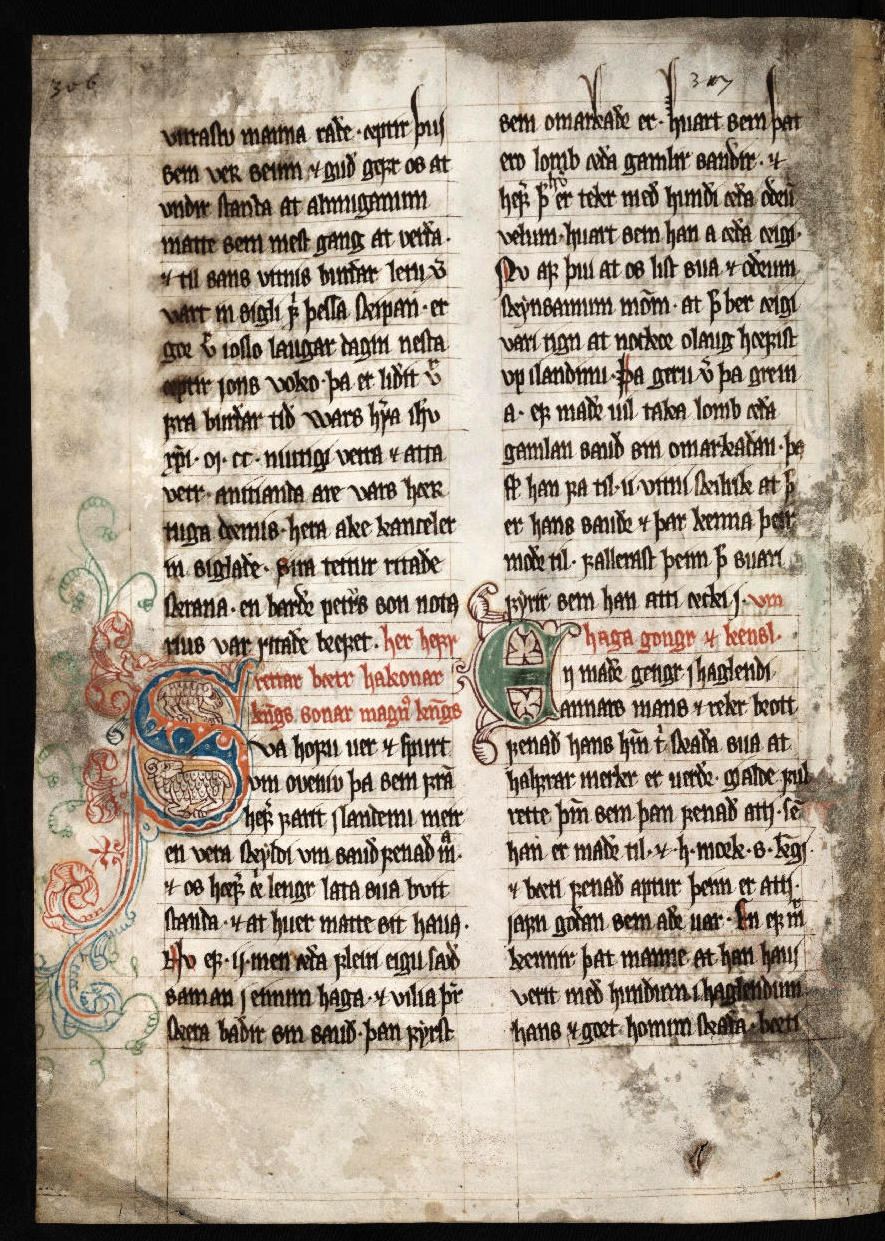
رسالة الخراف (بالفاروية: Seyðabrævið) هي أقدم وثيقة تاريخية باقية لجزر فارو. كُتِبت عام 1298 باللغة النوردية القديمة. تتضمن بعض الكلمات والتعابير التي يُعتقد أنها فاروية على وجه الخصوص.

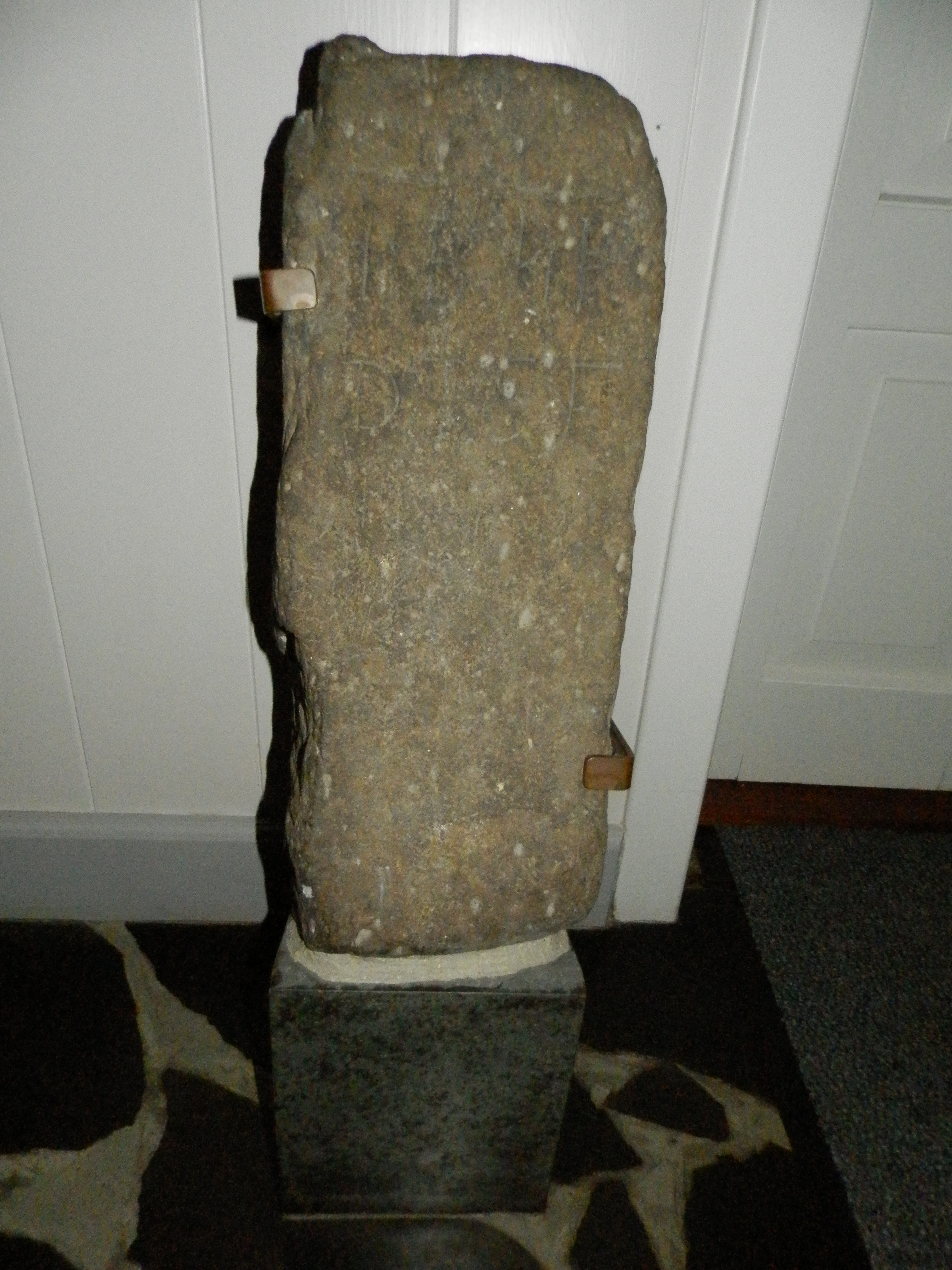
حجر فامن (بالفاروية: Fámjinssteinurin) وهو شاهد روني فاروي

كانت اللغة التي تحدثها أهل فارو حوالي عام 900م هي اللغة النوردية، والتي جاء بها المستوطنون النورديون خلال زمن استيطان جزر فارو (landnám) والذي بدأ عام 825. ولكن لم يكن الكثير من هؤلاء المستوطنين من إسكندنافيا، بل انحدرت أصولهم من المستوطنين النورديين في منطقة البحر الأيرلندي. كما كانت النساء من أيرلندا النوردية أو أوركني أو شتلاند غالباً ما تتزوج من الرجال الإسكندنافيين الأصليين قبل استقرارهم في جزر فارو وآيسلندا. وقد أدى هذا إلى تأثير اللغة الأيرلندية بعض الشيء على اللغتين الفاروية والآيسلندية. توجد أدلة مختلف حول صحتها حول أسماء الأماكن باللغة الأيرلندية في جزر فارو: فمثلاً أسماء Mykines و Stóra Dímun و Lítla Dímun و Argir اُفترِضَ احتوائها على جذور كلتية. ومن الأمثلة الأخرى عن كلمات من أصول كلتية دخلت قديماً: مفردة "blak/blaðak" (وتعني: حليب رائب) بالمقارنة مع كلمة bláthach بالأيرلندية الوسطى، ومفردة "drunnur" (وتعني: ذيل حيوان) بالمقارنة مع كلمة dronn بالأيرلندية الوسطى، ومفردة "grúkur" (وتعني: رأس أو شعر الرأس) بالمقارنة مع كلمة gruaig بالأيرلندية الوسطى، ومفردة "lámur" (وتعني: يد أو مخلب) بالمقارنة مع كلمة lámh بالأيرلندية الوسطى، ومفردة "tarvur" (وتعني: ثور) بالمقارنة مع كلمة tarbh بالأيرلندية الوسطى، ومفردة "ærgi" (وتعني: مرعى في أرض بعيدة عن المزرعة) بالمقارنة مع كلمة áirge بالأيرلندية الوسطى.
تطورت الفاروية كلغة مميزة المعالم خلال الفترة الممتدة من القرن التاسع حتى القرن الخامس عشر، رغم أنها ظلت على الأرجح مفهومة بصورةٍ متبادلة مع لغة نوردية قديمة، وبقيت مشابهة للغة نورن في جزر أوركني وشتلاند خلال الطور الأقدم للغة نورن.
توقفت الفاروية عن كونها لغة مكتوبة على أثر اتحاد النرويج مع الدنمارك عام 1380م، فقام الدنماركيون باستبدال الفاروية كلغة الإدارة والتعليم. ولكن واصل أهل الجزيرة استعمال اللغة في البالادات والفلكلور والحياة اليومية. وهذا ما حفِظَ وصان تقليداً كلامياً غنياً، خلال الفترة التي لم تُستعمل به اللغة الفاروية بالشكل المكتوب على مدى 300 عاماً.
تغير هذا الوضع حينما قام فينشيسلاوس أولريكوس هاميرشايمب والنحوي والسياسي الآيسلندي يون سيغورذسن بنشر معيار كتابي للفاروية الحديثة عام 1854، وما يزال هذا المعيار موجوداً. وضعوا ميعاراً لقواعد الكتابة اللغوية يستند على جذور اللغة النوردية القديمة ومشابهة للكتابة الآيسلندية. وتكمن الميزة في وضوح أصول واشتقاق الكلمات بالإضافة للحفاظ على القرابة مع اللغة الآيسلندية المكتوبة. ولكن غالباً ما يختلف اللفظ الحقيقي عن الشكل المكتوب. فمثلاً الحرف ð ليس له فونيم محدد مُلحق به.
اشتق ياكوب ياكبسون نظام قواعد كتابة آخر و وضعه بناءً على رغبته بالتهجئة الصوتية ولكن لم يستخدم الفارويون هذا النظام.
استبدل الفارويون الدنماركيَّة كلغة المدارس الرسمية في عام 1937، وكلغة الكنائس في عام 1938، وكلغة وطنية للجزر في عام 1948 بعد صدور قانون الحكم الوطنيّ لجزر فارو. ولكن لم تصبح الفاروية لغة شائعة في الإعلام والإعلانات حتى ثمانينيات القرن العشرين.[بحاجة لمصدر] اليوم تعد الدانماركية لغة أجنبية، رغم أن حوالي 5% من سكان الجزر يتعلمونها كلغتهم الأولى، ويُشترط تدريسها كمادة لطلاب للصف الثالث وما فوق.
أطلقت منظمة سياحية خدمة لترجمة الفاروية على الإنترنت أصبحت متوفرة منذ عام 2017 بثلاثة عشر لغة ومنها بالإنجليزية والصينية والروسية واليابانية والبرتغالية. كما بُنيت قاعدة بيانات للمقاطع المصورة. هدف هذا المشروع إلى إضافة اللغة الفارويَّة إلى قائمة اللغات المتاحة على ترجمة غوغل.

## الأبجدية
تتألف الأبجدية الفاروية من 29 حرف مشتق من الألفبائية اللاتينية:
| شكل الحرف الاستهلالي (كما تدعى حروف كبيرة) |   |   |   |   |   |   |   |   |   |   |   |   |   |   |   |   |   |   |   |   |   |   |   |   |   |   |   |   |
| A                                          | Á | B | D | Ð | E | F | G | H | I | Í | J | K | L | M | N | O | Ó | P | R | S | T | U | Ú | V | Y | Ý | Æ | Ø |
| شكل الحرف الصغير (كما تدعى حروف صغيرة)     |   |   |   |   |   |   |   |   |   |   |   |   |   |   |   |   |   |   |   |   |   |   |   |   |   |   |   |   |
| a                                          | á | b | d | ð | e | f | g | h | i | í | j | k | l | m | n | o | ó | p | r | s | t | u | ú | v | y | ý | æ | ø |

## وصلات خارجية
- Sprotin (قانوس إنجليزي-فاروي/فاروي-إنجليزي ودنماركي–فاروي كامل على الإنترنت)
- كيفية العد بالفاروية (بالإنجليزية)